# G Watch R
El LG G Watch R (modelo W110) es un reloj inteligente que opera con Android Wear diseñado por LG y Google y presentado oficialmente el 25 de octubre de 2014. Es el segundo reloj inteligente redondo tras el Motorola Moto 360 pero, a diferencia de este, su pantalla si es completamente circular.

## Hardware y diseño
El modelo monta una pantalla P-OLED 1,3 pulgadas 320x320 (245 ppp) táctil, lleva una corona de aluminio grabada con números alrededor de esta.
El cuerpo del reloj también es de aluminio y solo lleva plástico por la parte trasera. La correa es de cuero, universal de 22 mm. El lateral derecho del reloj presenta un único botón que tiene forma de dial.
Lleva una batería de 410mAh que según los usuarios dura de un día a dos días de media. El smartwatch dispone de un acople con una ranura especial para su carga. Este acople es a su vez una batería secundaria con la que se puede recargar el reloj una vez sin necesidad de enchufarlo a ninguna fuente de corriente.
El reloj tiene una protección IP67 por lo que se le puede sumergir hasta 1 metro de profundidad durante 30 minutos.
Los componentes internos de hardware, memoria y sensores son los siguientes: procesador Snapdragon 400 de 1,2Ghz 512 MB RAM y memoria 4 GB igual a su antecesor G Watch.

## Software
El sistema operativo del reloj está basado en Android Wear con un sistema de notificaciones basado en Google Now. El G Watch R se conecta al teléfono móvil mediante una conexión Bluetooth. A través de esta conexión el teléfono comparte información con el reloj y este la presenta en su pantalla. Gracias al mercado de aplicaciones de Android Wear el reloj inteligente G Watch R es capaz de ofrecer notificaciones de un gran número de redes sociales, correo electrónico o aplicaciones deportivas. Gracias a su sensor cardíaco es posible monitorizar datos de la actividad física del usuario.